# 류동호
류동호(1989년 10월 29일 ~)는 NC 다이노스의 전 야구 선수다.

## 출신 학교
- 성남고등학교
- 경희대학교

## 같이 보기
- 2012년 NC 다이노스 시즌